# William Steinkraus
William Clark Steinkraus (Cleveland, Ohio, 1925. október 12. – 2017. november 29.) olimpiai bajnok amerikai lovas.

## Pályafutása
1952 és 1972 között öt olimpián vett részt díjugratásban, egyéni és csapatversenyben. 1952-ben Helsinkiben csapatban bronzérmes lett. 1956-ban a Stockholmban megrendezett versenyeken nem szerzett érmet, csapatban ötödik helyezést ért el. Az 1960-as római olimpián csapatban ezüstérmet szerzett társaival. Az 1964-es tokiói olimpián nem vett részt. 1968-ban Mexikóvárosban az egyéni versenyszámban olimpiai bajnok lett. Utolsó olimpiai szereplése 1972-ben Münchenben volt, ahol csapatversenyben ismét ezüstérmes szerzett.

## Sikerei, díjai
- Olimpiai játékok – díjugratás
  - aranyérmes (1, egyéni): 1968, Mexikóváros
  - ezüstérmes (2, csapat): 1960, Róma, 1972, München
  - bronzérmes (1, csapat): 1952, Helsinki